# Puente de Las Navas
El puente de Las Navas es un puente ferroviario situado en el municipio español de Espiel, en la provincia de Córdoba. La infraestructura fue levantada en 1972 para permitir el paso de la línea Córdoba-Almorchón sobre el nuevo embalse de Puente Nuevo, encontrándose actualmente en servicio. Constituye una de las principales obras de ingeniería de todo el trazado. 

## Historia
Debido a las obras de construcción del embalse de Puente Nuevo, a comienzos de 1970 se construyó una nueva variante ferroviaria de la línea Córdoba-Almorchón debido a que el trazado histórico quedaría anegado bajo el agua. Se levantaron una serie de puentes de hormigón. Uno de ellos era el denominado «de Las Navas», que tenía una longitud de 291 metros y 14 vanos arquitrabados de 18 metros de luz cada uno. El puente entraría en servicio en 1972, al igual que la nueva variante.